# Bungalow Boobs
Bungalow Boobs è una comica muta del 1924 diretta da Leo McCarey con protagonista Charley Chase.
Il film fu pubblicato il 26 ottobre 1924.